# Camelobaetidius waltzi
Camelobaetidius waltzi is een haft uit de familie Baetidae. De wetenschappelijke naam van de soort is voor het eerst geldig gepubliceerd in 1994 door McCafferty.
De soort komt voor in het Nearctisch gebied.